# Erhard Reuwich

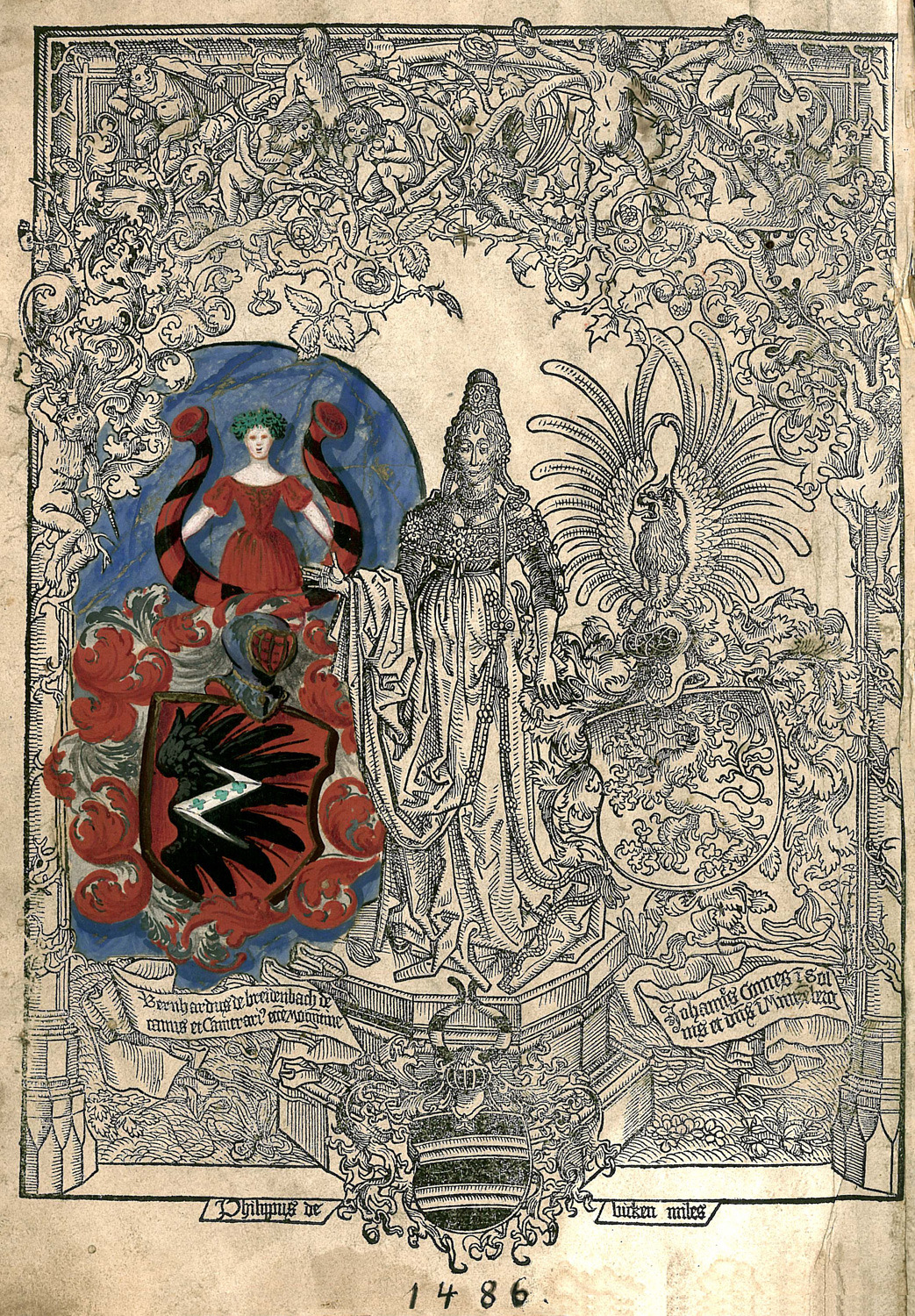
Titelblatt des Reiseberichts von Bernhard von Breydenbach 1486

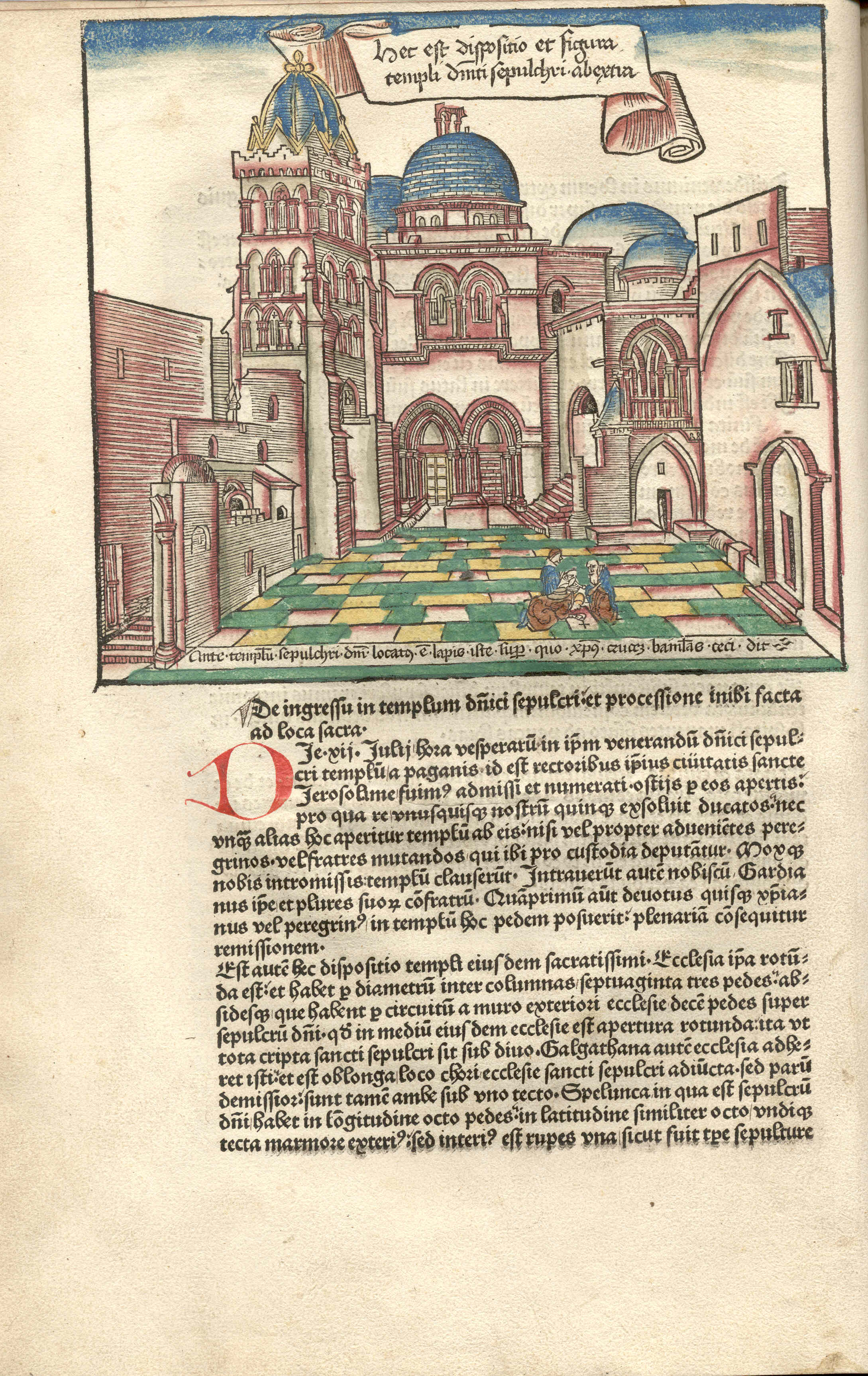
Darstellung der Grabeskirche in Jerusalem im Reisebericht von Bernhard von Breydenbach 1486

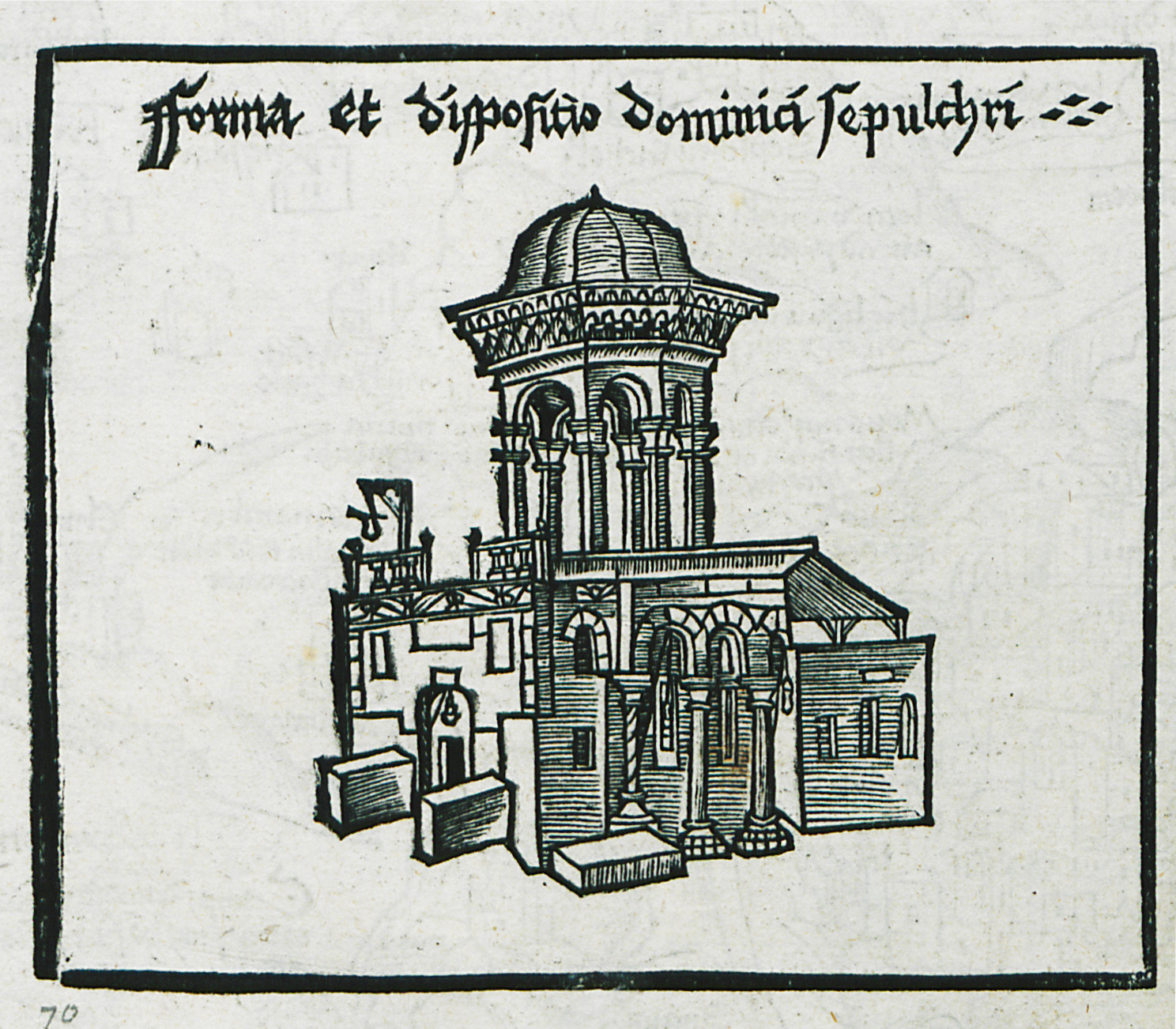
Darstellung des Heiligen Grabes im Reisebericht von Bernhard von Breydenbach 1486

Erhard Reuwich (auch Reeuwijk, Reeuwyck, Reeuwich und Rewich; * um 1445 in Utrecht; † vermutlich vor 1505 in Mainz) war ein niederländischer Graphiker, Maler und Zeichner, der im Umfeld des kurfürstlichen Hofes in Mainz in den 1480er Jahren nachweisbar ist. Er gilt als erster namentlich bekannter Buchillustrator.

## Leben und Werk
Reuwich wurde in der Bischofsstadt Utrecht in eine Familie von Malern hineingeboren und erhielt vermutlich dort seine Ausbildung. Zu einem unbekannten Zeitpunkt zog er in die Dom- und Residenzstadt des Kurfürstentums Mainz, wo er im Umkreis des Domkapitels und des erzbischöflichen Hofes weitgehende Privilegien in der Art eines Hofkünstlers erhielt. Er musste nicht wie seine Kollegen einer Zunft beitreten und war auch nicht in der Zahl seiner Mitarbeiter beschränkt. Um 1480 muss er in Mainz zu den angesehensten Malern gehört haben und hatte persönlichen Umgang mit den Spitzen der Gesellschaft, darunter Bernhard von Breidenbach und der Erzbischof Berthold von Henneberg.

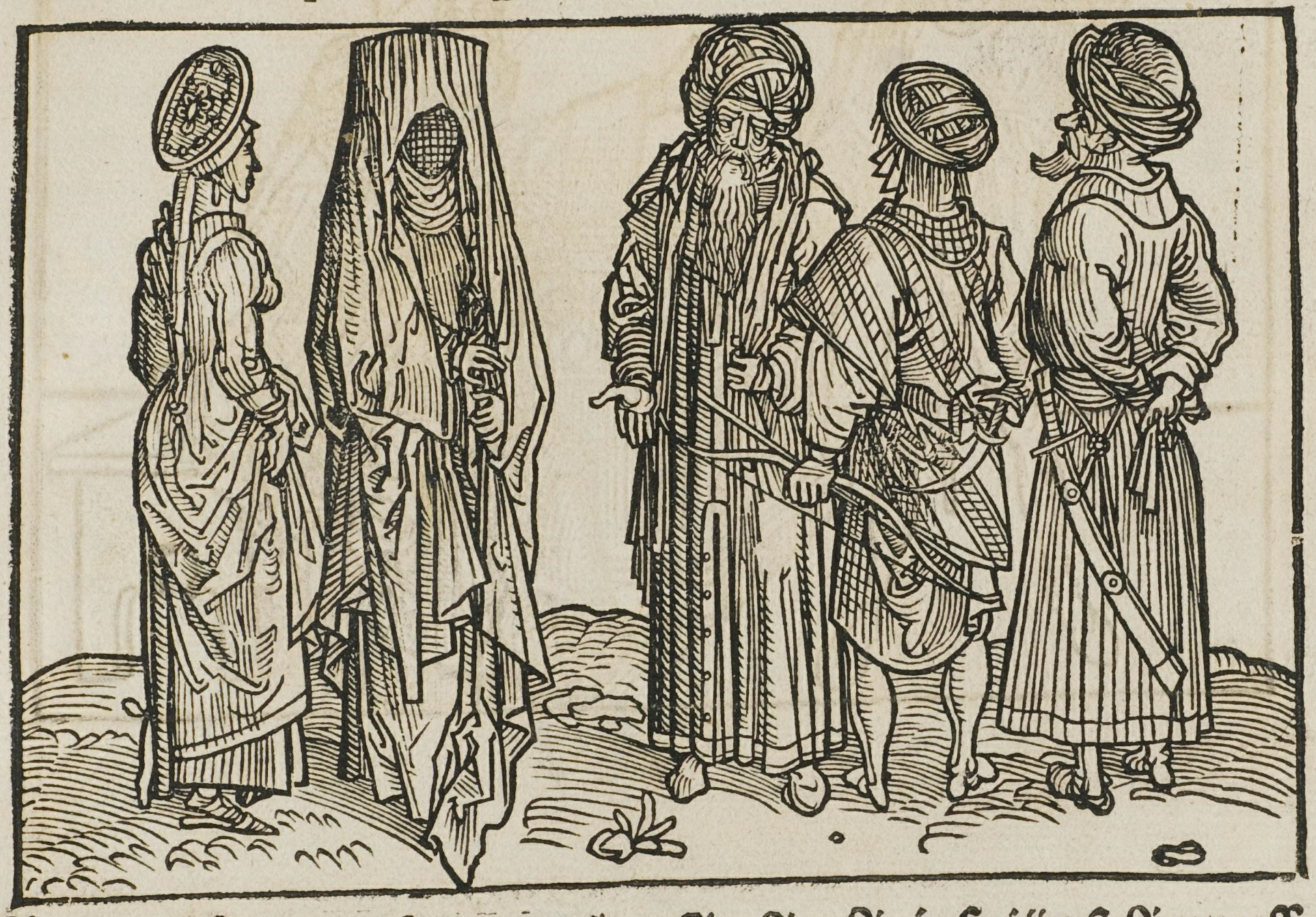
Tracht der Sarazenen (1486)

Das erste Mal in Mainz erschließbar ist Reuwich für das Jahr 1482, als er ein Porträt des Grafen von Solms auf Schloss Lich anfertigen soll, vermutlich des Johann zu Solms, der 1483 der Reisegruppe in das Heilige Land angehörte.
Am 25. April 1483 begab sich Reuwich im Gefolge des Mainzer Domherren Bernhard von Breidenbach auf eine Pilgerfahrt ins Heilige Land. Anfang Februar 1484 kehrte er nach Mainz zurück.
Seine Skizzen, die Veduten von Korfu und Rhodos und eine 8-seitig ausfaltbare Ansicht von Venedig einschlossen, wurden in Holz geschnitten und dem mit den Drucktypen von Peter Schöffer im Februar 1486 in Mainz gedruckten Pilger- bzw. Reisebericht Peregrinatio in terram sanctam beigefügt. Das Buch hatte vor allem wegen Reuwichs Holzschnitten großen Erfolg und wurde auch in andere Sprachen übersetzt, als erstes ins Deutsche im Juni 1486. In der Martinus-Bibliothek werden diverse Exemplare dieser Reisebeschreibung aufbewahrt.
Reuwichs Holzschnitte beeinflussten unter anderem die Ausstattung der Schedel’schen Weltchronik.
Nach seiner Rückkehr aus dem Heiligen Land war Reuwich 1484/85 mit seiner Werkstatt (nach Vorarbeiten vor seiner Abreise) mit der Anfertigung bzw. Überwachung der von einem namentlich nicht bekannten Künstler durchgeführten Anfertigung der zahlreichen Pflanzenholzschnitte für das medizinische Handbuch des Gart der Gesundheit beschäftigt, das 1485 bei Peter Schöffer in Mainz erschien.
1486 taucht Reuwich in Rechnungen als „Meister Erhart von Mainz“ auf und liefert Glasgemälde für die Amtskellerei in Amorbach, die in Teilen noch erhalten sind.
Das Todesdatum von Reuwich ist nicht bekannt, vielleicht ist er um 1500 in Mainz verstorben.

## Forschungsprobleme
2006 hat Frederike Timm die These aufgestellt und begründet, dass der Großteil von Reuwichs Bildern aus dem Mittelmeer und dem Heiligen Land nicht auf eigenhändige Aufnahmen vor Ort zurückgehen, sondern dass die Städteporträts in Wirklichkeit auf Vorlagen aus der venezianischen Werkstatt der Bellinis, besonders Giovanni Bellinis zurückgehen.
Die Autorin schreibt Reuwich aus historischen Gründen wiederum den sog. Mainzer Marienaltar (um 1500) zu, der auch als Werk eines Meisters des Speyerer Altars angesprochen wird. Dieser Werkkomplex steht in enger stilistischer Beziehung zum sogenannten Meister des Hausbuches.
Die von mehreren Kunsthistorikern verstärkt seit 1936 vertretene These, dass der oder einer der Meister des Hausbuches vielleicht mit Erhard Reuwich zu identifizieren sei, hat sich bis heute nicht durchsetzen können. In der Regel wurde der deutlich andere Stil und die beim Hausbuchmeister nicht so zu beobachtende Beherrschung der Perspektive in den Städteansichten von Reuwichs Hauptwerk der „Peregrinatio in terram sanctam“ als Hauptgrund für eine unterschiedliche Urheberschaft angeführt. Dieses Argument wurde allerdings nun von Frederike Timm 2006 entkräftet. Gerade die Städteansichten können also nur noch begrenzt für Zuschreibungs- oder Abschreibungsfragen in Anspruch genommen werden.

## Ausgaben derPeregrinatio
- Bernhard von Breydenbach: Peregrinatio in terram sanctam, erste deutsche Ausgabe von Peter Schöffer, Mainz 1486. 159 Blätter, zahlreiche Illust. und Faltpanoramen von Erhard Reuwich. Einer der bedeutendsten Reiseberichte des ausgehenden Mittelalters erstmals und vollständig als Faksimile erhältlich, mit einem wissenschaftlichen Kommentar von Andreas Klußmann. Fines Mundi Verlag Saarbrücken, 2008.